# サテライトサイト
サテライトサイト (Satellite Site) とは、メインサイトとは異なるドメインを利用し、メインサイトのSEO対策や閲覧者増加を目的として立ち上げるウェブサイトの通称名である。衛星サイトとも呼ばれる。

## 概要
検索エンジンが好むサテライトサイトを複数作成することにより、検索エンジンの検索結果で上位表示し、ビジネスに活かすことで売り上げ増加につなぐというインターネット広告戦略として用いられる。サテライトを製作した後、メインサイトとの構築、サイト運営するという工程がある。
Googleは、サテライトサイトの中には同社の「ウェブマスター向けガイドライン（品質に関するガイドライン）」で禁止している「誘導ページ（ドアウェイ、Doorway）」に該当するケースがあるという見解を発表している。

## 目的
- 複数のサテライトサイトから、メインサイトへ多数のリンクを貼ることで被リンク数が増え、結果として、検索エンジンの検索結果で上位表示させる。
- メインサイトと関連性の高いテーマに特化したサテライトサイトを複数作成することで、メインサイトへアクセスを誘導し、閲覧数を増加させる。